# Bobby-Alba

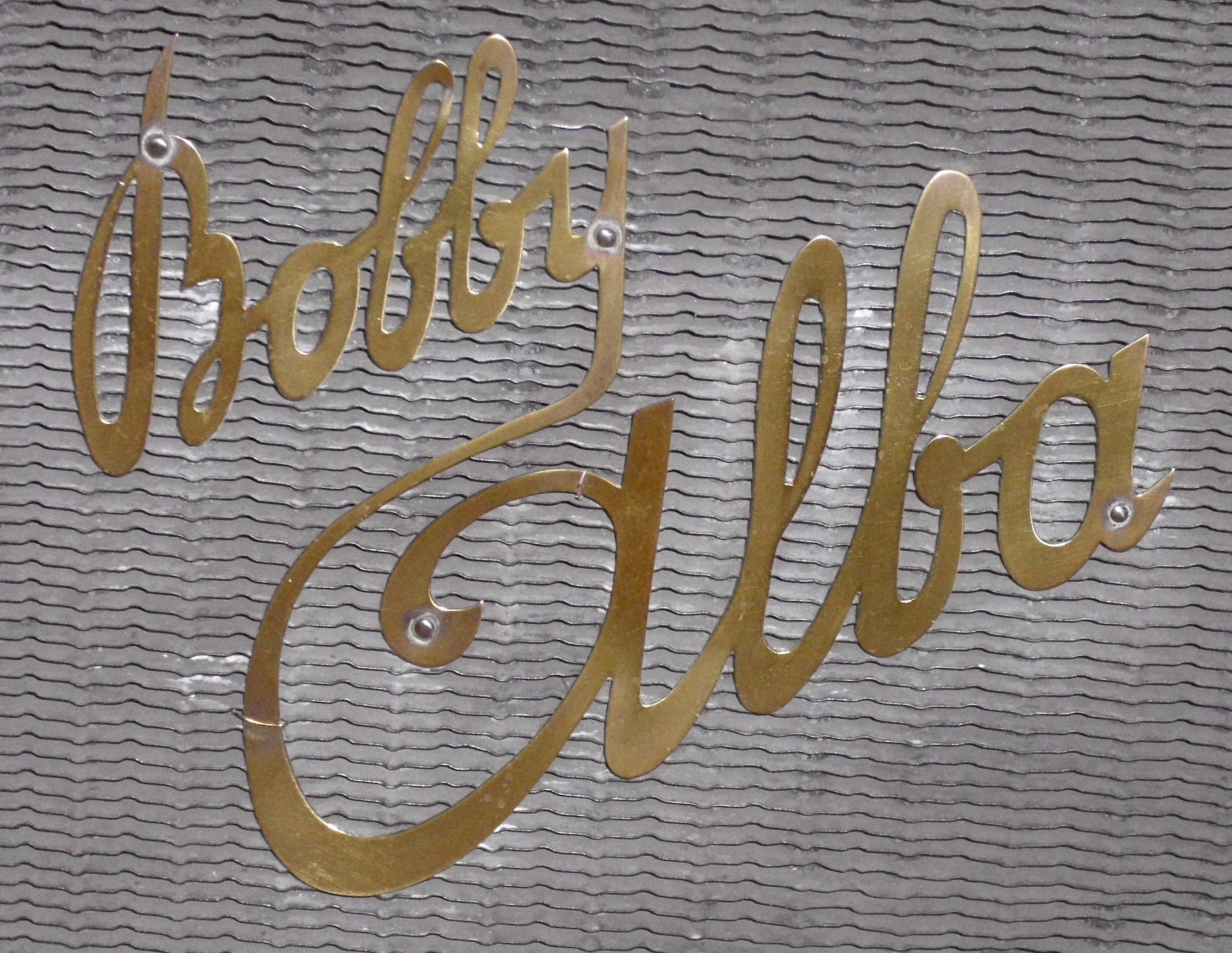
Emblem

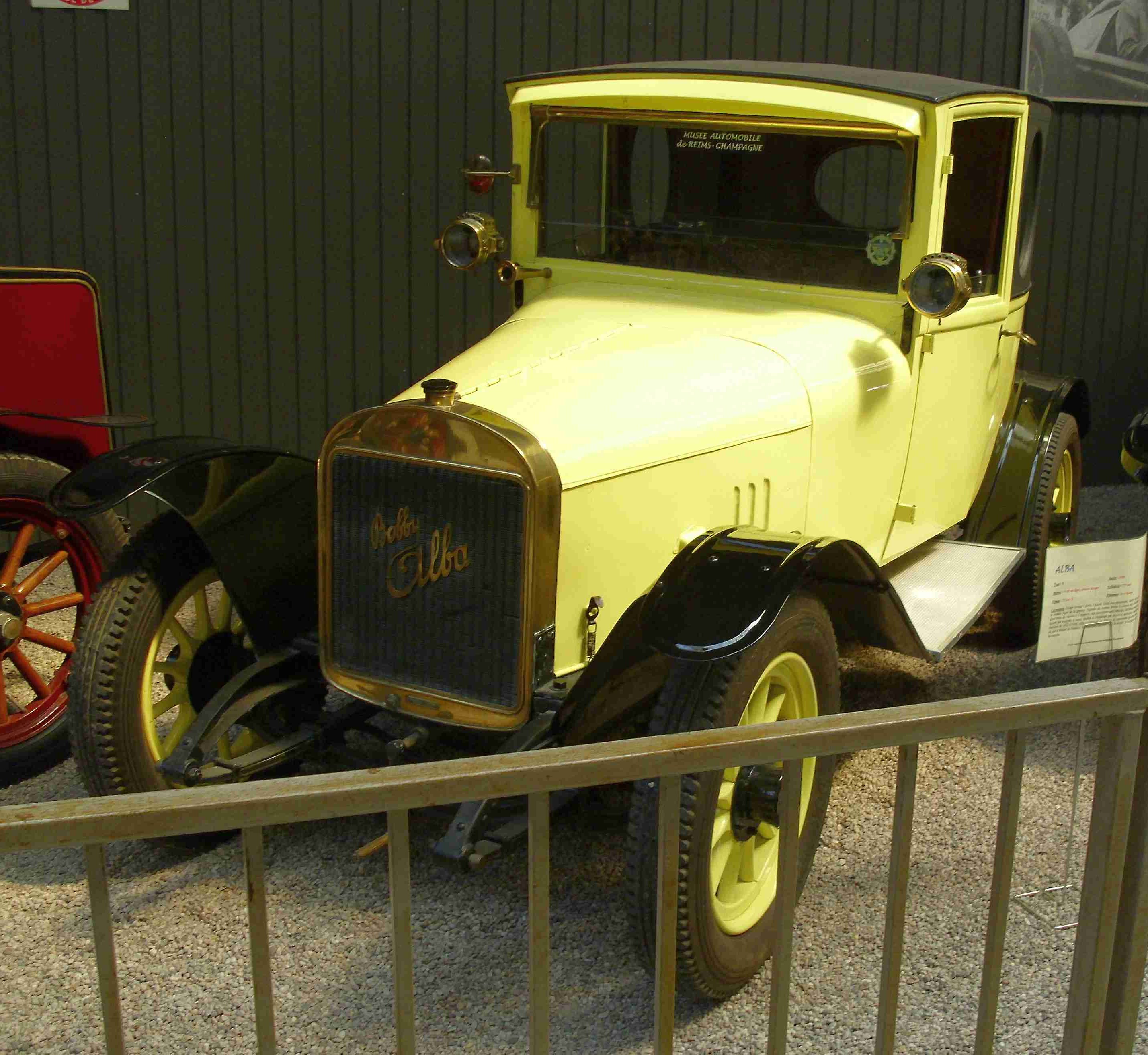
Bobby-Alba

Bobby-Alba war eine französische Automarke.

## Unternehmensgeschichte
Lucien Bollack begann 1920 in Paris mit der Produktion von Automobilen, die als Bobby-Alba vermarktet wurden. Es bestand eine Verbindung zu Automobiles Alba. 1924 endete die Produktion. Bollack gründete 1923 B.N.C. und 1929 Lucien Bollack.

## Fahrzeuge
Das einzige Modell war der 6 CV. Für den Antrieb sorgte ein Vierzylindermotor von Ballot mit 1131 cm³.